# Labidostomis rufa
Labidostomis rufa là một loài bọ cánh cứng trong họ Chrysomelidae. Loài này được Waltl miêu tả khoa học năm 1838.